# 辉喉煌蜂鸟
辉喉煌蜂鸟（学名：Selasphorus ardens），是雨燕目蜂鸟科的一种鸟类。
辉喉煌蜂鸟体重约3.08克，翼长约40毫米，嘴峰长约14.3毫米，喙宽度约1.9毫米，喙厚度约2毫米，跗蹠长约3.8毫米，尾长约26.5毫米。辉喉煌蜂鸟在其分布区内为留鸟，其栖息在半开放的灌木丛中，食性为草食性，主要食物来源是植物的花蜜。
辉喉煌蜂鸟分布于巴拿马西部的山区奇里基省和贝拉瓜斯省。该物种是单型物种，没有亚种分化。